# Britney Spears' Heart-to-Heart
《Britney Spears' Heart-to-Heart》는 2000년에 브리트니 스피어스와 그녀의 엄마 린 스피어스가 쓴 책이다. 이 책의 주요 내용은 그녀의 배경, 가족에 관한 내용, 사진 등이 실려있다. 이 책은 2000년에 뉴욕 타임즈에서 몇 주 동안 베스트 셀러였다.